# 南上原
南上原（みなみうえばる）は沖縄県中頭郡中城村の地名。郵便番号901-2424。

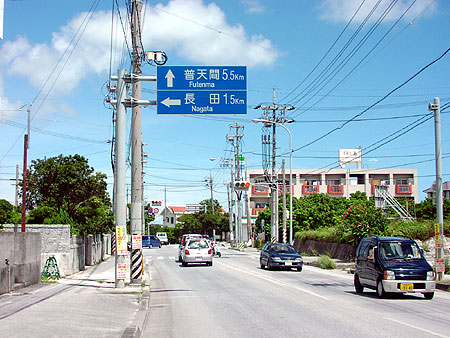
南上原交差点

## 地理
中城村南西部に位置する。宜野湾市長田・志真志、中頭郡西原町千原・上原と隣接する。標高は約110m。東部では中城村の主要部である国道329号沿いの集落や太平洋に繋がる中城湾を見下ろす事ができる。琉球大学が1980年代に移転してきたことにより人口が増加し、現在中城村の中で最も人口が多い区域である。沖縄県道29号那覇北中城線が南北に貫き、沖縄県道32号線の終点である南上原交差点以南は平坦である。中央部から国道329号に至る村道が整備されている。起点と終点の高低差は70m近くある。南西部は琉球大学千原キャンパスが占めており、大学の本部や農学部、工学部などを除く殆どの施設は南上原に立地している。琉球大学千原キャンパス東口及び付近一帯は「琉大東口」と呼ばれている。現在、土地区画整理事業が行われ宅地化が進んでいる。2016年現在、土地区画整理事業は約九割完成していると言われている。

## 歴史
南上原は沖縄戦の激戦地のひとつ。
糸蒲の塔は沖縄戦による戦死者が埋められていると言われている。

## 交通

### バス
- 97番・琉大（首里）線（那覇バス）
- 125番・普天間空港線　（中城経由便のみ、那覇バス）
- 中城村コミュニティバス護佐丸バス（東陽バス）

### 道路
- 沖縄県道29号那覇北中城線
- 沖縄県道32号線
- 村道　南上原・奥間線

## 施設
- 琉球大学千原キャンパス
- ファミリーマート中城南上原店
- メガネバスター中城店
- サンエーなかぐすく店
- ドラッグイレブン南上原店
- ドラッグストアモリ中城店
- 中城ファーム